# Gislerinken
Gislerinken är belägen i Gisle fritidsområde i centrum av centralorten Gislaved och är hemmaarena för Gislaveds SK. Hallen byggdes 1972. Publikrekordet 1 955 åskådare (fullsatt) nåddes första gången den 14 augusti 2009 vid en match i turneringen Nordic Trophy mellan HV71 och Färjestads BK. Det har sedan tangerats flera gånger när hemmalaget spelat. Maximal kapacitet är nu 1 945 personer. 